# Geranium bergianum
Geranium bergianum är en näveväxtart som beskrevs av C.E. Lundstr.. Geranium bergianum ingår i släktet nävor, och familjen näveväxter. Inga underarter finns listade i Catalogue of Life.